# Bosanski bor
Bosanski bor ali Heldreichov bor, znanstveno ime Pinus holdreichii (sinonim P. leucodermis; družina Pinaceae) je vrsta bora, ki izvira iz goratih območij Balkana in južne Italije.

## Opis
Je zimzeleno drevo, ki v višino zraste med 25 in 35 m visoko in do 2 m na debelo.

Uvrščamo ga med trde bore in podrod Pinus. Liste oz. iglice s trpežnim ovojem ima v svežnjih po dva. Dolgi so med 4,5 cm in 10 cm in debeli med 1,5 mm in 2 mm. Storži so dolgi med 5–9 cm, s tankimi, krhkimi luskami; pred zorenjem so temno modrovijolične barve, približno 16–18 mesecev po opraševanju, ko postanejo zreli, postanejo rjavi. Semena so dolga 6–7 mm in imajo krila dolžine 2–2,5 cm, razpršujejo se vetrom.
- Deblo
- Poganjki
- Iglice
- Storži

### Dolgoživost
Leta 2016 so znanstveniki v Severni Grčiji datirali drevo, ki je bilo staro okrog 1075 let.
Domnevno najstarejše znano živo drevo v Evropi je bilo odkrito v oddaljenem goratem območju narodnega parka Pollino v južni Italiji. Gre za Heldreichov bor, njegova ocenjena starost je 1230 let. Velik del njegovega jedra se je spremenil v prah, vendar je zaradi poganjkov še vedno živ.
Pomemben primerek v gorah Pirin v Bolgariji, znan kot Bajkušev bor, je visok 24 m, debel 2,2 m, njegova starost je ocenjena na 1300 let.

## Terminologija
Vrsto je kot Pinus holdreichii leta 1863 prvič opisal švicarski botanik K. Hermann Christ v čast Theodorju von Heldreichu zaradi vzorcev, zbranih na gori Olimp, nato pa je bila drugič opisana leta 1864 kot P. leucodermis; avtor drugega opisa (avstrijski botanik F. Antoine, ki ga je našel na Orjenu nad Boko Kotorsko v Črni gori) ni vedel za nekoliko zgodnejšo objavo Christa. Med opisoma je moč najti nekaj morfoloških razlik (kar nekaj botanikov vodi k ohranjanju obeh kot ločenih taksonov), vendar sta ta dva primerka po sodobnih študijah isti takson. Razlike v opisih so v veliki meri posledica tega, da so bili vzorci Christovih storžev nezreli in skrčeni po sušenju, zbrani pa so bili julija, štiri mesece pred zrelostjo.

## Življenjski prostor
Najdemo ga v gorah Bosne in Hercegovine, Črne gore, Hrvaške, jugozahodne Bolgarije, Albanije, Severne Makedonije, Kosova, severne Grčije (Valia Kalda, Smolikas in Vasilica, gora Olimp in na drugih višjih gorah) in lokalno v južni Italiji (je simbol narodnega parka Pollino), raste na višini med 1500 in 2500 m. Na teh območjih predstavlja alpsko gozdno mejo.

## Gojenje in uporaba
Bosanski bor je priljubljeno okrasno drevo v parkih in velikih vrtovih, saj zagotavlja zanesljivo, enakomerno, čeprav ne hitro rast na številnih rastiščih in ima zelo lepo krošnjo stožčaste oblike. Znan je tudi po okrasnih vijoličnih storžkih. Sorti Smidtii in Compact Gem sta prejeli nagrado Royal Horticultural Society Award of Garden Merit. Odporen je do najmanj -45 °C in na močne vetrove. Mnoga drevesa še vedno gojijo pod imenom Pinus leucodermis ali Pinus holdreichii var. levkodermis .
P. holdreichii se lahko prilagodi ekstremnim okoljskim razmeram in je tudi odličen kolonizator. Odporen je proti žveplovemu dioksidu, vodikovemu fluoridu, dušikovemu dioksidu in onesnaženju z ozonom ter je poleg tega odporen proti vetru, ledu in močnemu snegu. Zaradi teh lastnosti je primeren za pogozdovanje obsežnih suhih in visokogorskih območij. Na jugu Italije ga sadijo zaradi manjše dovzetosti za škodljivce kot druge vrste borovcev.

## Galerija
- Primerek na Orjenu